# ديفيد رينولدز
ديفيد رينولدز (بالإنجليزية: David Reynolds)‏ هو مقدم تلفزيوني ومؤرخ بريطاني، ولد في 17 فبراير 1952.